# Sauber C13
Sauber C13 – samochód Formuły 1 zespołu Sauber, zaprojektowany przez Andrégo de Cortanze i Leo Ressa na sezon 1994.
Kierowcami zespołu byli początkowo Karl Wendlinger oraz debiutant, Heinz-Harald Frentzen. Po wypadku w Grand Prix Monako Wendlingera zastąpił Andrea de Cesaris, a dwa ostatnie wyścigi sezonu za de Cesarisa pojechał w Sauberze JJ Lehto. Samochód nadal był napędzany przez silniki konstrukcji Ilmora, oznaczone jednak jako Mercedes-Benz 2175B. Była to rozwinięta wersja silników Ilmor z 1991 roku.
Zespół zdobył tym samochodem tyle samo punktów, co w sezonie 1993 – 12, ale zajął ósmą pozycję w klasyfikacji konstruktorów. Po sezonie Mercedes został dostawcą silników dla McLarena, a Sauber podpisał umowę z Fordem.

## Wyniki
| Legenda oznaczeń w tabelach wyników Wyświetl szablon na nowej stronie | Legenda oznaczeń w tabelach wyników Wyświetl szablon na nowej stronie                                                                     |
| Oznaczenie                                                            | Wyjaśnienie |
| --------------------------------------------------------------------- | --- |
| Złoty                                                                 | Zwycięzca lub mistrzostwo |
| Srebrny                                                               | 2. miejsce lub wicemistrzostwo |
| Brązowy                                                               | 3. miejsce lub II wicemistrzostwo |
| Zielony                                                               | Ukończył, punktował (w klasyfikacji generalnej, gdy zdobył co najmniej jeden punkt na przestrzeni sezonu, poza trzema powyższymi opcjami) |
| Niebieski                                                             | Ukończył, nie punktował (w klasyfikacji generalnej, gdy nie zdobył co najmniej jednego punktu na przestrzeni sezonu)                      |
| Czerwony                                                              | Nie zakwalifikował się (NZ) |
| Czerwony                                                              | Nie prekwalifikował się (NPK) |
| Różowy                                                                | Nie ukończył (NU) |
| Różowy                                                                | Niesklasyfikowany (NS) (w klasyfikacji generalnej, gdy nie został sklasyfikowany w żadnym wyścigu sezonu)                                 |
| Czarny                                                                | Zdyskwalifikowany (DK) |
| Czarny                                                                | Wykluczony (WYK/EX) |
| Biały                                                                 | Nie wystartował (NW) |
| Biały                                                                 | Kontuzjowany (K/INJ) |
| Biały                                                                 | Wyścig odwołany (OD/C) |
| Bez koloru                                                            | Został wycofany (WYC/WD) |
| Bez koloru                                                            | Nie przybył (NP/DNA) |
| Bez koloru                                                            | Nie brał udziału w treningach (NT/DNP) |
| Bez koloru                                                            | Nie został zgłoszony (–) |
| Pogrubienie                                                           | Start z pole position |
| Kursywa                                                               | Najszybsze okrążenie wyścigu |
| †                                                                     | Nie ukończył, ale jego rezultat został zaliczony ze względu na przejechanie więcej niż 90% dystansu wyścigu.                              |
| *                                                                     | Sezon w trakcie |
| 1/2/3                                                                 | Punktowana pozycja w sprincie kwalifikacyjnym                                                                                             |
| Lista systemów punktacji Formuły 1                                    | |

| Sezon | Zespół | Silnik   | Opony | Kierowcy              | 1   | 2   | 3   | 4   | 5   | 6   | 7   | 8   | 9   | 10  | 11  | 12  | 13  | 14  | 15  | 16  | Pkt. | Msc. |
| ----- | ------ | -------- | ----- | --------------------- | --- | --- | --- | --- | --- | --- | --- | --- | --- | --- | --- | --- | --- | --- | --- | --- | ---- | ---- |
| 1994  | Sauber | Mercedes | G     |                       | BRA | PAC | SMR | MCO | ESP | CND | FRA | GBR | DEU | HUN | BEL | ITA | POR | EUR | JPN | AUS | 12   | 8    |
| 1994  | Sauber | Mercedes | G     | Karl Wendlinger       | 6   | NU  | 4   | NZ  |     |     |     |     |     |     |     |     |     |     |     |     | 12   | 8    |
| 1994  | Sauber | Mercedes | G     | Andrea de Cesaris     |     |     |     |     | NU  | 6   | NU  | NU  | NU  | NU  | NU  | NU  | NU  | NU  |     |     | 12   | 8    |
| 1994  | Sauber | Mercedes | G     | JJ Lehto              |     |     |     |     |     |     |     |     |     |     |     |     |     |     | NU  | 10  | 12   | 8    |
| 1994  | Sauber | Mercedes | G     | Heinz-Harald Frentzen | NU  | 5   | 7   | NZ  | NU  | NU  | 4   | 7   | NU  | NU  | NU  | NU  | NU  | 6   | 6   | 7   | 12   | 8    |